# Марек Янкуловски
Марек Янкуловски (роден на 9 май 1977 г. в Острава, Чехия) е бивш чешки футболист, играещ като ляв бек. Бивш състезател на италианския гранд Милан. През сезон 2007/08 печели наградата за най-добър чешки футболист.
Има македонски произход – баща му Пандо Янкуловски е македонец, който емигрира в Чехословакия. Майка му е чехкиня.
Преди Милан играе за Баник Острава(1994-2000), Наполи(2000-02) и Удинезе(2002-05). За чешкия национален отбор играе на Европейското първенство през 2004 и Световното първенство през 2006. Янкуловски се присъединява към Милан от Удинезе преди старта на сезон 2005-06, след като е направил страхотен сезон в Удине.
Янкуловски дълго време търсел своята най-добра форма, но през сезон 2006-07 бил един от най-добрите играчи на отбора. На 23 май 2007 г. взима участие във финала на Шампионската лига, завършил 2-1 в полза на Росонерите срещу Ливърпул. Вкарва гол в мача за Суперкупата на Европа срещу Севиля.
На 28 май 2008 г. Марек получава наградата за най-добър играч в Чехия, втори се нарежда Петър Чех.